# Cooperativa Agroindustrial de Cascavel
A Cooperativa Agroindustrial de Cascavel - Coopavel é uma empresa brasileira baseada no cooperativismo e ligada ao agronegócio, com sede no município paranaense de Cascavel.

## Histórico
Fundada em 15 de dezembro de 1970 por 42 agricultores e com a denominação de Cooperativa Agropecuária e Industrial de Cascavel, a Coopavel expandiu os negócios nas décadas seguintes, multiplicando seu número de cooperados e de colaboradores. 
Em 2021 seu faturamento foi de 4,94 bilhões de reais, quando tinha7 329 funcionários e 6 559 cooperados. Conta com 26 filiais no Oeste e Sudoeste do Paraná, além de unidades de pesquisa, ensino, laboratórios, incubadoras e um parque de produção composto por 11 indústrias, que recebem os produtos in natura e os processam para posterior comercialização.
Em 2019, adquiriu uma produtora de sementes Guerra, ampliando sua capacidade em mais de um milhão de sacas por ano.
A cooperativa exporta 75% de sua produção para todos os continentes. 

## Estrutura de apoio
- Universidade Corporativa – capacidade de atendimento 20 mil pessoas ao ano;
- Duas unidade de sementes - capacidade de mais de um milhão de sacas por ano[4]
- Matrizeiro - produz 46 milhões de ovos ao ano;
- Incubatório – produz 59 milhões de pintainhos ao ano;
- Unidade de produção de leitão - produz 70 mil leitões ao ano;
- Unidade de produção de leitão – para 300 mil leitões ao ano;
- Unidade de distribuição de calcário – capacidade de 60 mil toneladas ao ano;
- Laboratório de controle de qualidade;
- Frota de caminhões –  240 caminhões próprios.

## Parque Industrial
- Um frigorífico de suínos – abate 3.000 suínos/dia;
- Um frigorífico de bovinos (desativado);
- Um frigoríficos de aves; com duas linhas de produção – abatem 300 mil frangos/dia;
- Uma indústria de ração bovina – processa 15 mil toneladas de ração ao ano;
- Duas indústrias de ração para aves e suínos - processam 300 mil toneladas de ração ao ano;
- Uma indústria de moagem de resíduos vegetais – Processa 260 mil toneladas ao ano;
- Uma indústria de óleos vegetais;
- Uma indústria de fertilizantes – Processa 200 mil toneladas ao ano;
- Uma indústria de embutidos de carne – processa 7.000 toneladas ao ano;
- Uma indústria de laticínios (arrendada em 2020 para a Cooperativa Piracanjuba);[5]
- Um moinho de trigo - capacidade para processar 480 toneladas ao dia.[6]

## Cotriguaçu
A Coopavel é cofundadora e coproprietária da Cotriguaçu, uma empresa de apoio às maiores cooperativas da região Oeste do Paraná, que conta com terminal de contêineres refrigerados no Porto Seco de Cascavel, terminal de grãos e estrutura alfandegária no Porto de Paranaguá, e um moinho de trigo no município de Palotina. 

## Show Rural Coopavel
A Coopavel edita anualmente o Show Rural Coopavel, maior evento de difusão de tecnologia da América Latina e terceiro do mundo, que é realizado em parque próprio de 720.000 m², com cerca de 530 expositores e mais de 280.000 visitantes a cada edição.